# Procopio (usurpatore)
Procopio (latino: Procopius; Corico, 325 – 27 maggio 366) è stato un politico e militare romano, membro della dinastia costantiniana, usurpatore contro l'imperatore romano Valente dal 365 fino alla sua morte.

## Biografia

### Origini e carriera
Nativo della Cilicia, sua madre era sorella di Basilina, la madre dell'imperatore Giuliano. Nel 358 Procopio fece parte dell'ambasciata condotta da Lucilliano per volere di Costanzo II presso i Sasanidi: in questo periodo è tribunus e notarius.
Prese parte alla campagna contro i Sasanidi del cugino, nel 363: giunto a Carre, Giuliano affidò parte dell'esercito a Procopio e Sebastiano con il compito di guidarli verso l'Armenia, unirsi al re Arsace, e ricongiungersi con Giuliano in Assiria; in tale occasione, l'imperatore concesse al cugino di vestire la veste imperiale, per ragioni sconosciute a tutti.
Giuliano morì prima del suo ritorno, e quando Procopio arrivò a Tilsafata, tra Nisibi e Singara, l'esercito aveva già scelto Gioviano come nuovo augusto. Secondo Zosimo, Procopio si spogliò della veste imperiale e gli chiese di congedarsi dall'esercito, per potersi dedicare all'agricoltura e all'amministrazione dei propri beni e si recò quindi con tutta la famiglia (moglie e figli) a Cesarea di Cappadocia, dove aveva una proprietà; secondo Ammiano Marcellino, Procopio si nascose nelle campagne di Calcedonia per timore di Gioviano, e da questa città si recava nella vicina Costantinopoli in segreto; altre versioni lo vogliono a supervisionare il trasporto del corpo di Giuliano a Tarso e il conseguente funerale, per poi nascondersi a Cesarea e riemergere a Calcedonia, di fronte alla casa del senatore Strategio, affamato e ignorante degli eventi intercorsi.

### Usurpazione
Procopio era considerato da molti il legittimo successore di Giuliano al trono, e la sua propaganda si basò molto sulla sua appartenenza alla dinastia costantiniana. Quando Valente lasciò Costantinopoli (inverno 365/366), con l'aiuto dell'eunuco Eugenio, Procopio corruppe due legioni, armò schiavi e volontari e prese la capitale, senza spargimento di sangue, tra la sorpresa degli abitanti, che lo sostennero in odio al patricius Petronio. Il 28 settembre 365 fu incoronato imperatore dal senato di Costantinopoli. Valente rispose muovendosi verso la Galazia: suo fratello Valentiniano I, impegnato in una campagna contro i Germani, non poté aiutarlo.
Procopio mise dei propri uomini ai posti di comando; per rafforzarsi ulteriormente, inviò un messaggio al re dei Goti, forse Atanarico, ricordandogli l'impegno preso con la famiglia di Costanzo. Avendo come ostaggi la moglie e la figlia di Costanzo II, Faustina e Costanza, riuscì a convincere alcune truppe di passaggio per Costantinopoli e dirette in Tracia ad unirsi a lui; andò invece male il tentativo di vincere alla sua causa le truppe dell'Illiria, portato avanti anche con la distribuzione di monete recanti la sua effigie.
Dopo un felice primo scontro con le truppe di Valente a Mygdos, Procopio vide le proprie forze resistere a quelle di Valente a Nicea, Calcedonia ed Elenopoli (Drepano in Asia Minore), e forzare l'imperatore rivale ad abbandonare la Bitinia, per fuggire ad Ancyra. Da qui Valente coordinò le azioni militari che gli permisero di mantenere la propria posizione: nel frattempo Procopio usò l'inverno 365/366 per raccogliere denaro e truppe per la prevista campagna di primavera. Nel frattempo, perdeva l'appoggio di un generale di Costanzo, Flavio Arbizione, che, passando dalla parte di Valente, diede a quest'ultimo una ragione da far valere presso i soldati per bilanciare i diritti dinastici di Procopio: alcune truppe abbandonarono Procopio prima dello scontro principale tra gli eserciti dei due rivali. Mossisi incontro, i due eserciti si mancarono, con l'esercito di Procopio arrivato in Frigia e quello di Valente in Lidia: fu questi a tornare indietro e a ingaggiare la decisiva Battaglia di Tiatira. L'esercito di Procopio fu sconfitto, e decisivo fu il tradimento del suo generale Gomoario. Una successiva sconfitta fu causata dal tradimento del generale Agilone.
Senza più speranze, Procopio fuggì accompagnato da due collaboratori, ma fu da loro tradito e consegnato alle truppe di Valente, che lo uccisero il 27 maggio 366. Alcune fonti lo danno decapitato all'istante, con i traditori che lo accompagnavano anche loro uccisi; altre affermano che Valente lo fece legare a degli alberi legati, i quali, rilasciati, lo squartarono.